# Négy szlovák népdal (BB78)
A Négy szlovák népdal (eredeti címe Négy tót népdal vegyeskarra zongorakísérettel) Bartók Béla 1916-ban írt műve (Sz 70, BB 78, W 47). Lichtenberg Emil kórusa számára készült, az ősbemutató 1917. január 5-én volt.
A négy dal:
- Lányát az anya
- Havasi legelőn
- Enni, inni van csak kedved
- Szóljon a duda már

## Felvételek
- Bartók Béla:  Négy szlovák népdal /Four Slovak Folk Songs. 63 tagú alkalmi kórus 22 országból. Vezényel: Lakner Tamás  YouTube (2013. augusztus 15.)  (Hozzáférés: 2016. június 10.) (videó)
- Bartók Béla:  Négy szlovák népdal. Nemzeti Énekkar  YouTube (2011. február 28.)  (Hozzáférés: 2016. június 10.) (videó)
- Bartók Béla:  Négy szlovák népdal. Szlovákiai Magyar Pedagógusok Vass Lajos Kórusa. Zongorán kísér: Duffek Mihály. Vezényel: Tamási László  www.televizio.sk. Komárom (2012. december 20.)  (Hozzáférés: 2016. június 11.) (videó)